# Triebfahrzeugführer

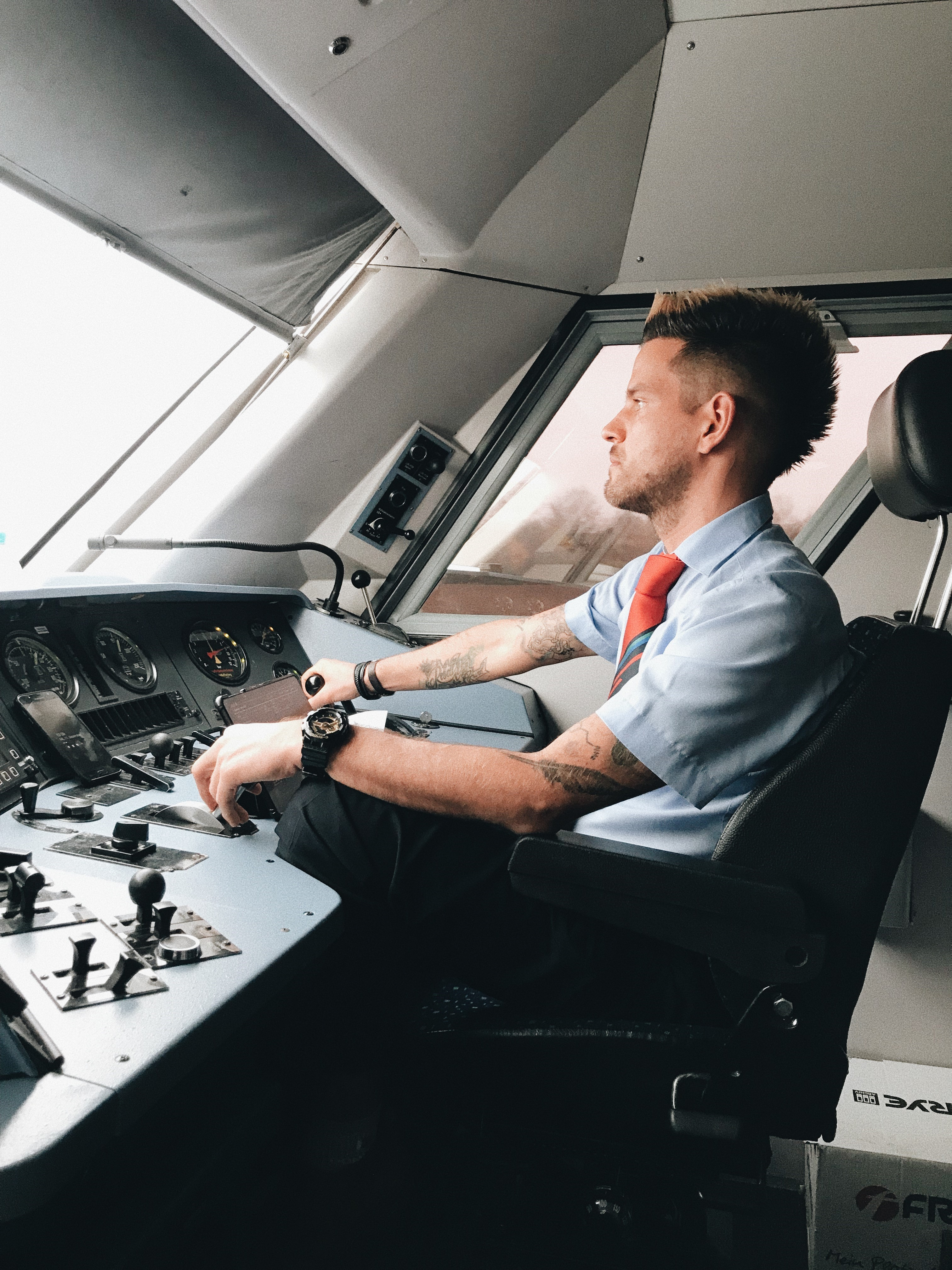
Ein Triebfahrzeugführer im Führerstand eines Intercity-Steuerwagen der Deutschen Bahn

Triebfahrzeugführer (Abkürzung: Tf) oder Lokomotivführer (Lokf, Lf), im allgemeinen Sprachgebrauch auch verkürzt zu Lokführer, sind Mitarbeiter eines Eisenbahnverkehrsunternehmens, die das Triebfahrzeug oder den Steuerwagen eines Zuges oder einer Rangierfahrt bedienen bzw. diese Fahrten als Lotse oder Beimann begleiten.

## Bezeichnung
In den meisten deutschen und österreichischen gesetzlichen und betrieblichen Regelwerken wird vom „Triebfahrzeugführer“ gesprochen. Fachsprachlich wurden bis in die 1960er-Jahre die Bezeichnungen Lokomotivführer oder Lokführer gebraucht, die heute noch umgangssprachlich breite Verwendung finden. Beim Begriff des Triebfahrzeugführers werden jedoch neben Lokomotiven auch Triebwagen, also sämtliche zu bedienende Triebfahrzeuge, einbezogen. Anfang der 2000er-Jahre wurde die Bezeichnung Eisenbahnfahrzeugführer (Ef) geprägt, die die verschiedenen Bezeichnungen in einem Begriff zusammenfassen sollte und beispielsweise noch immer in diversen Publikationen des Verbandes Deutscher Verkehrsunternehmen Anwendung findet. Mittlerweile wird aber wieder gehäuft die Bezeichnung Triebfahrzeugführer genutzt, so auch in der 2011 erlassenen deutschen Triebfahrzeugführerscheinverordnung. Die Schweizer Gesetzessprache verwendet den geschlechtsneutralen Begriff Triebfahrzeugführende, bei den Bahnunternehmen ist nach wie vor der Begriff Lokführer/in gebräuchlich.
Die Begriffe „Triebfahrzeugführer“ und „Zugführer“ werden oft verwechselt, obwohl sie ganz unterschiedliche Aufgaben haben. Allerdings obliegen Triebfahrzeugführern bei Zügen ohne besondere Zugführer auch deren Aufgaben; sie sind dann zugleich Triebfahrzeugführer und Zugführer. In der deutschen Fahrdienstvorschrift Ril 408.21-27 der DB Netz AG wurde im Rahmen einer Aktualisierung die Bezeichnung „Zugführer“ gestrichen. Eisenbahnverkehrsunternehmen müssen seither in ihrem Betriebsregelwerk unterscheiden, inwieweit überhaupt neben dem Triebfahrzeugführer ein getrennter Zugführer notwendig ist.
Die aktuelle fachsprachliche Bezeichnung für die Berufsausbildung im Sinne des Berufsbildungsgesetzes zum Triebfahrzeugführer in Deutschland lautet Eisenbahner im Betriebsdienst in Fachrichtung Lokführer und Transport oder kurz EiB L/T, sie bezeichnet jedoch nicht die Tätigkeit.

## Aufgabenprofil eines Triebfahrzeugführers

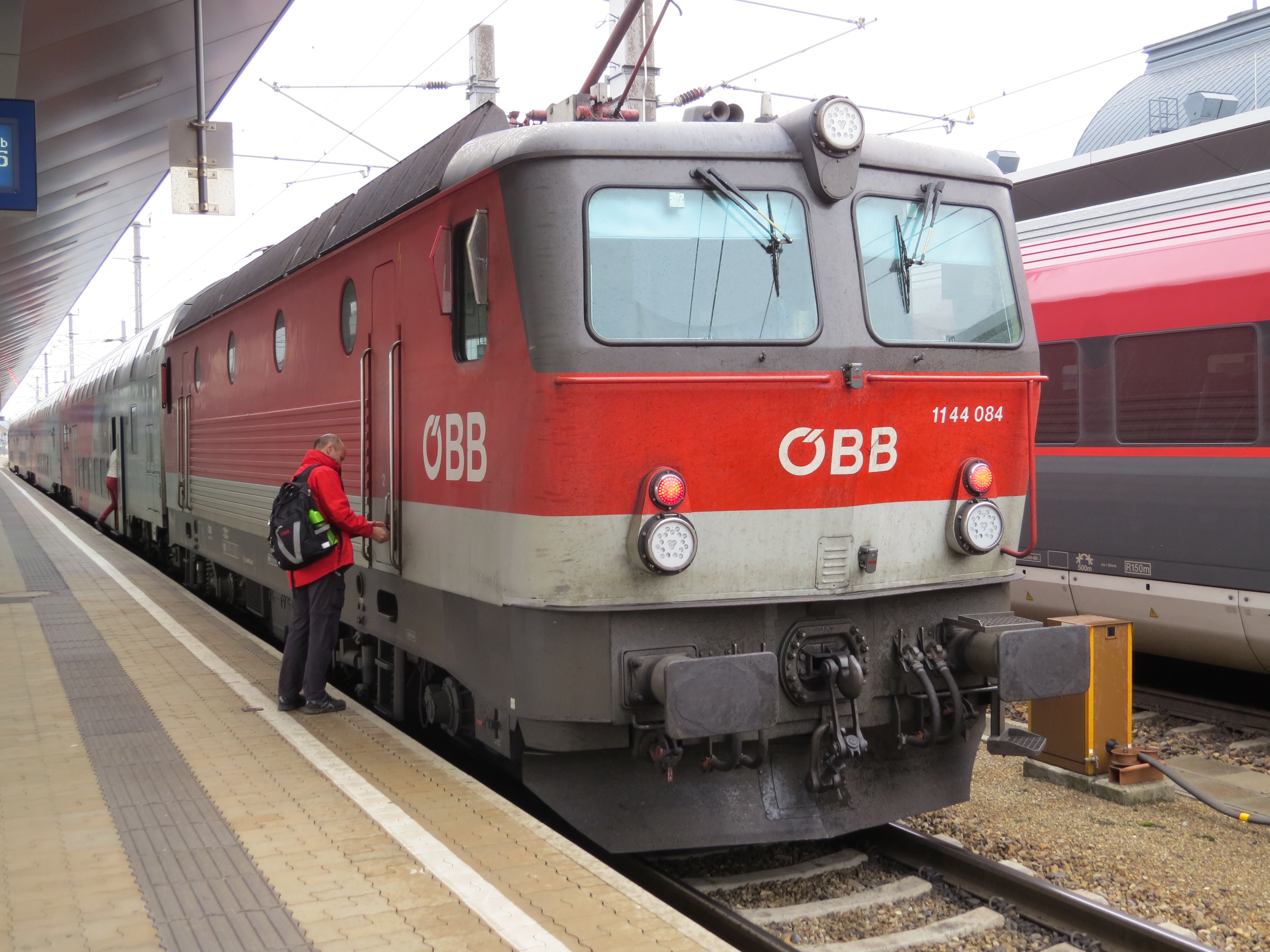
Triebfahrzeugführer bei seiner Elektrolokomotive ÖBB 1144 084 in St. Pölten Hauptbahnhof

### Vorbereiten der Schicht
Am Anfang einer jeden Schicht werden persönliche Vorbereitungen getroffen. Neue Weisungen und Bekanntmachungen werden gelesen, dienstliche Unterlagen und Aufträge, wie das Verzeichnis der Langsamfahrstellen, der während der Schicht befahrenen Strecken und sonstige Besonderheiten müssen um gegebenenfalls neu hinzugekommene Einträge ergänzt werden. Nach der persönlichen Vorbereitung begibt sich der Triebfahrzeugführer auf den Fußweg von der Meldestelle zum Ablöseort oder Abstellplatz. Auch Fahrgastfahrten mit Zügen, Taxifahrten und selbst durchgeführte Fahrten mit Dienstwagen kommen vor.
Auch die innerhalb der Schichten durchgeführten Zug- und Rangierleistungen müssen vorbereitet werden. Der Arbeitsaufwand bei Übernahme eines Fahrzeuges richtet sich nach dessen vorherigem Einsatz. Am einfachsten ist die Übernahme durch Ablösung eines anderen Triebfahrzeugführers, bei der der ablösende Tf nur durch ein Ablösegespräch über Besonderheiten und Unregelmäßigkeiten an den übernommenen Fahrzeugen unterrichtet wird. Umfangreicher gestaltet sich die Vorbereitung bei Übernahme zuvor abgestellter Fahrzeuge, wenn das oder die Fahrzeuge außer Betrieb (abgerüstet) waren. Dann muss das ihm zugeteilte Triebfahrzeug vollständig in Betrieb gesetzt werden. Dazu gehören neben der Einsichtnahme in das Übergabebuch, der Prüfung z. B. des Kühlwasserstandes bei Brennkraftfahrzeugen und individuell fahrzeugtypabhängig verschiedener technischer Handlungen auch die Prüfung technischer Funktionen und der Sicherheitseinrichtungen. Bei lokbespannten Zügen kann es auch Aufgabe des Triebfahrzeugführers sein, Funktionsprüfungen und Einstellungen am Wagenpark vorzunehmen, wie z. B. die volle Bremsprobe, sowie das Zusammenrangieren des Zuges und das Aufschreiben seiner bremstechnischen Daten.

### Durchführung einer Schicht
Bei Rangierfahrten ohne Rangierstraße trägt der Triebfahrzeugführer ein hohes Maß an Mitverantwortung für seinen Fahrweg. Er stimmt sich mit dem Weichenwärter über Ziel, Zweck und Besonderheiten einer jeden Rangierfahrt ab und beachtet dabei die für ihn gültigen ortsfesten wie auch durch Mitarbeiter gegebenen Signale. Ferner ist auch die Kenntnis über örtliche Besonderheiten von Bedeutung.
Bevor eine Zugfahrt durchgeführt wird, muss die Zuggarnitur abfahrbereit sein. Die Feststellung der Abfahrbereitschaft obliegt in erster Linie dem Triebfahrzeugführer, dazu gehören die Betriebsbereitschaft der Zuggarnitur, das Vorhandensein gültiger Fahrplanunterlagen, die Beendigung des Reisendenwechsels oder des Ladegeschäfts und auch die auf verschiedene Weise erteilte Zustimmung des Fahrdienstleiters zur Abfahrt. Die Abfertigung erledigt der Triebfahrzeugführer je nach Zuggattung und technischer Ausrüstung zusammen mit dem oder den Zugbegleiter(n), der örtlichen Aufsicht oder auch allein. Während der Fahrt steuert und überwacht der Triebfahrzeugführer das Triebfahrzeug im Rahmen technischer und betrieblicher Grenzwerte. Besonderes Augenmerk gilt dabei der Einhaltung der zulässigen Höchstgeschwindigkeiten, die sich aus den Fahrplanangaben, der Signalisierung an der Strecke, teils sogar aus den Signalbezeichnungen, der Zugzusammenstellung sowie auch fahrzeugtechnischer Beschränkungen ergeben. Hieraus hat der Triebfahrzeugführer stets die geringste erlaubte Höchstgeschwindigkeit abzuleiten. Immer wieder erfordern auch betriebliche Besonderheiten oder Ausfälle technischer Einrichtungen gewissenhaftes und souveränes Handeln sowie genaue Kenntnis der Regelwerke. Bei der Deutschen Bahn obliegt dem Triebfahrzeugführer im Regionalverkehr während der Zugfahrt auch die Information der Reisenden, sofern ihm diese Aufgabe nicht durch den Zugbegleiter und/oder technische Ausrüstung erleichtert oder abgenommen wird.
Die Sicherheitsfahrschaltung („Sifa“) überwacht die Dienstfähigkeit des Triebfahrzeugführers, in dem er in der Regel einen Fußtaster, oder auch einen Handtaster in einem bestimmten Zeitraum (ca. 30 Sek.) loslässt und wieder dauerhaft betätigt.
Treten an einem Fahrzeug Störungen und/oder Defekte auf, so versucht der Tf diese im Rahmen von Abhilfetexten, Störlisten und auch seiner persönlichen Erfahrung und Qualifikation zu beheben oder deren Auswirkungen einzugrenzen, um die Zugfahrt sicher und möglichst unbeeinträchtigt durchführen zu können.

### Nachbereiten einer Schicht
In etwa spiegelbildlich zur Vorbereitung erfolgen die nachbereitenden Tätigkeiten. Die Übergabe eines Triebfahrzeugs oder eines Zuges an den Ablöser erfolgt wiederum mittels Ablösegespräch. Findet jedoch zunächst keine Folgeleistung des Triebfahrzeugs statt, obliegen dem Triebfahrzeugführer Außerbetriebnahme und Sichern der Fahrzeuge. Hierbei ergänzt er bei Bedarf Betriebsstoffe (Kraftstoff, Heizöl, Lokstreusand, Kühlwasser, Motor- und andere Öle, Kesselspeisewasser) oder veranlasst die Ergänzung von Betriebsstoffen und Ausrüstungsgegenständen. Bei einigen EVU ist es auch Aufgabe des Triebfahrzeugführers, die Versorgung mit Brauchwasser und Entleerung der WC-Abwasserbehälter durchzuführen. Während der Außerbetriebnahme überprüft und dokumentiert der Tf im Rahmen eines Rundgangs um das Triebfahrzeug dessen technisch einwandfreien Zustand, peilt alle Betriebsstoffe und prüft z. B. die Radsatzlager auf Erwärmung, die Drehgestelle bzw. Laufwerke auf Beschädigungen sowie die korrekte Funktion der Sandstreueinrichtung etc. Bei sicherheitsrelevanten Beschädigungen lässt der Triebfahrzeugführer in Absprache mit der Transportleitung (TP) das defekte Fahrzeug außer Dienst nehmen. Das Abrüsten selbst variiert technisch von Fahrzeug zu Fahrzeug.
Die persönliche Nachbereitung besteht in der Regel nur aus dem Einholen von Informationen über die nächste Dienstleistung. Insbesondere im Fernverkehr kommen auch auswärtige Übernachtungen vor, Dienstbeginn und -ende sind dann nicht am gleichen Ort, die Folgeschicht beginnt dann dort, wo zuvor die Vorschicht beendet wurde. Die Übernachtung ist bei den meisten EVU keine Arbeitszeit, die Unterkunft wiederum wird von den meisten EVU bezahlt.

## Ausbildung
Welche Triebfahrzeuge ein Triebfahrzeugführer fahren darf, richtet sich nach seiner Ausbildung. Er muss die Fahrberechtigung für jede Triebfahrzeugart und jede Baureihe gesondert erwerben (vgl. Type Rating). Seit einiger Zeit gibt es in der Europäischen Union einen harmonisierten Triebfahrzeugführerschein, der bei allen deutschen Eisenbahnverkehrsunternehmen und grundsätzlich auch im europäischen Ausland gilt.

### Voraussetzungen
Triebfahrzeugführer müssen in Deutschland mindestens 20 Jahre alt sein (EBO wurde angepasst an die EU-Norm). Sind sie bei Beendigung der Ausbildung noch nicht 20 Jahre alt, benötigen sie eine Ausnahmegenehmigung des EBA (Eisenbahnbundesamt) und dürfen in der Regel nur im Rangier- und Bereitstellungsdienst eingesetzt werden. Es dürfen keine Wahrnehmungsstörungen (im Besonderen keine Farbenfehlsichtigkeit), keine Geh- oder Stehbehinderungen und keine Handamputation vorliegen. Aufgrund der hohen Verantwortung und des Gefahrenpotenzials sind psychologische Eignungstests Standard, ebenso Drogentests. Die Tauglichkeit wird von einem durch die zuständige Behörde zugelassenen Arzt festgestellt und regelmäßig überprüft. Triebfahrzeugführer müssen eine abgeschlossene Schulbildung haben. In der Schweiz und in Österreich ist eine Berufslehre oder eine bestandene Matura nötig, um Lokführer zu werden. Ähnlich verhält es sich auch in Deutschland für Quereinsteiger.

### Aus- und Weiterbildungsmöglichkeiten
In Deutschland gibt es unterschiedliche Wege, um Triebfahrzeugführer zu werden. Diese reichen von der klassischen Berufsausbildung, über den Quereinstieg bei einem EVU bis hin zum Quereinstieg per Weiterbildung für Arbeitsuchende (finanziert über Kostenträger wie der Agentur für Arbeit oder die Jobcenter).
| #  | BILDUNGSWEG                                                            | DAUER            | WIE                                  | ZIELGRUPPE                                   | WO                    | GEHALT                                               | FINANZIERUNG                  | ANMERKUNGEN |
| -- | ---------------------------------------------------------------------- | ---------------- | ------------------------------------ | -------------------------------------------- | --------------------- | ---------------------------------------------------- | ----------------------------- | --- |
| 1. | Ausbildungsberuf „Eisenbahner im Betriebsdienst“                       | 36 Monate        | 1. Bildungsweg (Lehre/Ausbildung)    | Azubis, Schulabgänger                        | EVU 1), Berufsschulen | Ausbildungsgehalt                                    | EVU 1) / Staat gem. BBiG 3)   | Festangestellt bei EVU 1) |
| 2. | Quereinstieg mit Direktanstellung bei einem EVU 1)                     | ca. 10–14 Monate | 2. Bildungsweg (Funktionsausbildung) | Berufserfahrene, Wechselwillige, Alter: Ü20  | EVU 1)                | Monatliches Gehalt durch Direktanstellung bei EVU 1) | EVU 1)                        | Festangestellt bei EVU 1) |
| 3. | Quereinstieg nach AZAV 2) zur Wiedereingliederung auf dem Arbeitsmarkt | ca. 10–14 Monate | 2. Bildungsweg (Funktionsausbildung) | Arbeitssuchende, Berufserfahrene, Alter: Ü20 | Bildungsträger        | Arbeitslosen- oder Bürgergeld                        | Agentur für Arbeit, Jobcenter | Erfolgreiche Absolventen können sich ein EVU 1) aussuchen, bei dem sie arbeiten. Eine Übernahme ist aufgrund des Lokführermangels i. d. R. garantiert |

Anmerkungen
Neben der klassischen Berufsausbildung, können Berufserfahrene auch per Quereinstieg (mittels Weiterbildung bzw. Umschulung) entweder über ein EVU oder eine Eisenbahnfachschule zum Lokführer werden. Diese Optionen werden von diversen Unternehmen und Akademien bundesweit angeboten. Hierbei handelt es sich um eine reine Funktionsausbildung, oft auch als verkürzte Verwendungsausbildung bezeichnet, die meist innerhalb von 10–14 Monaten durchgeführt wird. Hier liegt der Fokus auf den fachlichen Inhalten, die gemäß den Vorgaben des Eisenbahn-Bundesamtes und der Triebfahrzeugführerscheinverordnung verpflichtend sind. Nicht vom EVU gewünschte Qualifikationen werden meist nicht ausbildet und geprüft. Allgemeinbildende Fächer entfallen ebenso in solchen fachspezifischen Funktionsausbildungen. Über eine Weiterbildung/Umschulung erhalten Absolventen den Triebfahrzeugführerschein vom Eisenbahn-Bundesamt mit Zusatzbescheinigung und somit die Voraussetzung für die Ausübung des Lokführerberufes.

### Beruf im Wandel
Das Berufsbild des Lokomotiv- oder Triebfahrzeugführers hat sich in der langen Geschichte der Eisenbahn – angefangen bei William Wilson, dem ersten Lokomotivführer in Deutschland – stark verändert. Seit dem Beginn der Eisenbahn in Europa wurden die Eisenbahnen als nationale Staatsbetriebe organisiert. Jedes Land entwickelte eigene Betriebsvorschriften und eigene Signalsysteme. So war es normal, dass Lokführer, welche grenznahen Depots (Betriebswerken) zugeordnet waren, eine „Grenzbahnausbildung“ besaßen, welche es ihnen ermöglichte, in die Grenzbahnhöfe des angrenzenden Landes einzufahren. Die Grenzbahnausbildung beinhaltete alle Signalsysteme sowie Betriebssituationen, welche auf den Grenzbahnhöfen des Nachbarlandes anzutreffen waren. Zum Teil waren auch entsprechende Sprachkenntnisse vonnöten (z. B. Retz [A] – Znaim [CZ]).
In der heutigen Zeit hat sich das Bild des Lokführers stark geändert. Die Landesgrenzen stellen keine unüberwindbaren technischen Grenzen mehr dar: Schienenfahrzeughersteller liefern interoperable Triebfahrzeuge, die in mehreren Ländern verkehren können. Dadurch werden nun auch verstärkt Lokführer binational ausgebildet, das heißt, sie können in zwei Ländern fahren. Dadurch wird der Personalwechsel an den Grenzen überflüssig. Da jedoch die Betriebsvorschriften zum Teil extrem verschieden sind, gibt das Eisenbahn-Bundesamt vor, dass neben der Lizenz für das deutsche Bahnsystem maximal zwei andere Bahnlizenzen stehen dürfen. Das heißt, ein Lokführer könnte in maximal drei Ländern fahren. Natürlich sind auch die Sprachkenntnisse vonnöten. So muss ein Lokführer, der nach Frankreich fährt, die französische Sprache beherrschen, oder ein Lokführer, der in die Schweiz fährt, die drei schweizerischen Landessprachen, die im Bereich des Normalspurnetzes vorkommen, sofern er denn diese Regionen befährt.

### Fortbildungen
Triebfahrzeugführer müssen jährlich zuvor festgelegte Unterrichtseinheiten zur Fortbildung besuchen. Diese beinhalten die Fachgebiete Arbeitsschutz, Bahnbetrieb sowie Fahrzeugtechnik. Triebfahrzeugführer, die Netze ausländischer Bahnen befahren, müssen zusätzliche Unterrichtseinheiten zu Vorschriften des jeweiligen Netzes absolvieren. Triebfahrzeugführer in Deutschland besuchen je nach Unternehmer alle ein bis drei Jahre einen realitätsgetreuen Simulator, bei sie mit betrieblichen Unregelmäßigkeiten konfrontiert werden. Negative Lernerfolgskontrollen oder das Nichtbestehen der Simulatorprüfung führen zu einstweiligem Verlust der Fahrberechtigung und Nachschulungen; erst nach diesen und erneuter Lernerfolgskontrolle darf der Tf wieder fahren. Triebfahrzeugführer in der Schweiz müssen alle fünf Jahre eine periodische Prüfung absolvieren. Diese Prüfung ist eine vollständige Betriebsdienstprüfung, welche einmal wiederholt werden kann. Im Falle des Nichtbestehens der Wiederholungsprüfung bedeutet dies den Verlust des Führerausweises.

## Deutsche Reichsbahn und Bundesbahn

Lokomotivführer im Führerstand einer Nassdampf-Schmalspurlokomotive

Bei der Deutschen Bundesbahn war die Laufbahn des Triebfahrzeugführers eine Beamtenlaufbahn des mittleren technischen Dienstes. Zugangsvoraussetzung war der Volksschul- bzw. Hauptschulabschluss und eine abgeschlossene Lehre im Metall- oder Elektrohandwerk, ebenso war eine zweijährige Gesellenzeit nachzuweisen. Die Lehre wurde in der Regel in einer bahneigenen Werkstatt absolviert. Anschließend hatte der Geselle als Lokomotivführeranwärter einen mehr als einjährigen Vorbereitungsdienst abzuleisten, welcher mit der Laufbahnprüfung (Lokomotivführerprüfung) abgeschlossen wurde. Während des Vorbereitungsdienstes erfolgte eine Ausbildung an mehreren Lokomotiv- und Triebfahrzeug-Baureihen. Anschließend wurde der Anwärter zum Lokomotivführer zur Anstellung (Lokf z. A., Besoldungsgruppe A 5) und nach der Anstellung zum Reservelokomotivführer ernannt. Beförderungsämter waren Lokomotivführer (Lokf, BesGr. A 6), Oberlokomotivführer (Olokf, Besoldungsgruppe A 7) und Hauptlokomotivführer (Hlokf, BesGr. A 8). In den 1970er Jahren kam Lokomotivbetriebsinspektor (Lokbi, BesGr. A 9, {Anfang 1980 A 9 mit Amtszulage}) Lokbi Z hinzu. Diese Amtsbezeichnung gab es bereits in den 1950er und 1960er Jahren. Sie entfiel damals zu Gunsten der allgemeineren Amtsbezeichnung Bundesbahnbetriebsinspektor. Bis in die 1960er Jahre war das Eingangsamt Hilfslokomotivführer, welches später als Reservelokomotivführer bezeichnet wurde (BesGr. A 5). Ab 1970 waren Reservelokführer vollausgebildete Lokführer. Bei entsprechender Fahrzeug- und Streckenkunde fuhren sie Güter- und Personenzüge bzw. Rangierdienst.
Bei der Deutschen Reichsbahn verlief die Ausbildung vergleichbar. Die besonderen Dienstrangbezeichnungen im Maschinendienst entfielen 1974, siehe Dienstränge der Deutschen Reichsbahn. Planstellen- und dienstalterabhängig bekleideten Triebfahrzeugführer in der Regel Dienstränge zwischen Reichsbahn-Sekretär und Reichsbahn-Inspektor. Etwa seit den 1970er Jahren konnte man über die Berufsausbildung zum Fahrzeugschlosser, Spezialisierung Triebfahrzeugführer die Befähigung zum Führen von Triebfahrzeugen innerhalb der Lehrzeit erwerben. Üblicherweise erfolgte die Ausbildung auf Lokomotiven der Baureihe 106. Die Lehrzeit dauerte zwei Jahre, allerdings war der erfolgreiche Abschluss der zehnten Klasse der allgemeinbildenden polytechnischen Oberschule Zugangs- und Einstellungsvoraussetzung.
Die Amtsbezeichnung Triebwagenführer (K) (einfacher Dienst) existierte nur bei der Deutschen Bundesbahn. Sie war überwiegend für Bahnbusfahrer vorgesehen; im Mitarbeiterjargon der DB auch Gummibahner genannt. Triebwagenführer Twf(K), Besoldungsgruppe A 4. Obertriebwagenführer OTwf(K), Besoldungsgruppe A 5 und (später) auch OTwf(K)A6 Besoldungsgruppe A 6. Das (K) steht für Kraftwagendienst. Auch Fahrer von Zugmaschinen konnten Twf/Otwf (K) sein. Nichtbeamtete Twf erhielten den Zusatz (Arb).

## Deutsche Bahn

### Ausbildung
Die Tochtergesellschaften der Deutschen Bahn und private Eisenbahnverkehrsunternehmen beschäftigen heute nach der Bahnreform ausgebildete Triebfahrzeugführer als Angestellte. Seit 1997 gibt es die dreijährige Ausbildung zum Eisenbahner im Betriebsdienst mit den Fachrichtungen Fahrweg sowie Lokführer und Transport. Seit dem 14. Dezember 2004 ist beispielsweise für die Qualifizierung zum Lokführer seitens der DB ein Realschulabschluss vorgeschrieben. Die Ausbildung für Lokomotiven, nur für eine Baureihe, dauert zwei Monate länger. Bei den Österreichischen Bundesbahnen dauert eine Triebfahrzeugführer-Ausbildung beispielsweise 48 Wochen. Bei den Schweizerischen Bundesbahnen sind es zwischen 12 und 16 Monate, je nach Depotstandort.
Die Ausbildung zum EiB L/T ist ein Dualer Ausbildungsgang. Dabei wird Wert darauf gelegt, dass der Auszubildende die Eisenbahn als System kennenlernt. Die Ausbildung umfasst daher in den ersten beiden Lehrjahren je nach Einsatzstelle auch Inhalte, die für die spätere Tätigkeit als Triebfahrzeugführer nicht unmittelbar relevant sind, darunter Werkstatt- und Stellwerksdienst, das Begleiten von Zügen oder Einsatz in Reisezentren. Im dritten Lehrjahr erfolgt die eigentliche Ausbildung zum Triebfahrzeugführer.
Die Deutsche Bahn beschäftigt rund 18.700 Triebfahrzeugführer (Stand: September 2019) und rund 1.400 entsprechende Auszubildende. Im Jahr 2019 verließen bis September rund 1.100 Triebfahrzeugführer die DB. Im gleichen Zeitraum leisteten Triebfahrzeugführer der DB im Mittel rund 100 Überstunden. 2016 begannen nach DB-Angaben 395 junge Menschen eine Ausbildung zum Triebfahrzeugführer.
Neben der dreijährigen Ausbildung zum EiB L/T existiert die reine „Funktionsausbildung“ zum Triebfahrzeugführer, in der nur die für die konkrete Tätigkeit benötigten Kenntnisse und Fähigkeiten vermittelt werden (darunter Signale, Zugsicherungs- und Kommunikationssysteme, Durchführen von Zug- und Rangierfahrten im Regelbetrieb und bei Abweichungen, Schulung auf mindestens einer Triebfahrzeugbaureihe). Wenn sie mit dem Triebfahrzeugführerschein Klasse 3 (unbeschränkte Zulassung für den Streckendienst) abgeschlossen werden soll, wird diese Ausbildung in sieben bis neun Monaten durchlaufen, bei einer Ausbildung nur für Klasse 1 (Beschränkung auf Rangierdienst) erheblich kürzer. Seit 7. Mai 2011 gilt die Triebfahrzeugführerscheinverordnung.
Als problematisch wird angesehen, dass bei dieser Ausrichtung die technischen Fähigkeiten der Triebfahrzeugführer nicht mehr durchgängig auf einem hohen Niveau sind. Da Störungen moderner Triebfahrzeuge jedoch nur noch selten mit Bordmitteln behoben werden können, fällt dies weniger ins Gewicht. Andererseits sind die kürzer ausgebildeten Triebfahrzeugführer bei einem kurzfristigen Ausfall nicht mehr so leicht ersetzbar, was häufig zu Verspätungen und Zugausfällen führt.
Die jährliche Fort- und Weiterbildung (RFU) umfasst bei der DB jährlich 18 Stunden (acht Pflichtstunden und zehn je nach Bedarf zu absolvierende Stunden), die auch angesichts der sich immer noch rapide weiterentwickelnden Technik unverzichtbar sind. Der RFU (regelmäßiger Fortbildungsunterricht) teilt sich in regulären Unterricht und mittels elektronischer Medien durchgeführten Einheiten im Selbststudium auf. Zusätzlich stehen zwei Überwachungsfahrten im regulären Fahrbetrieb und außerdem zwei Trainingsstunden im Simulator, wovon eine Stunde als Überwachungsfahrt genutzt wird, als weitere jährliche Überwachungsinstrumente des Kenntnisstandes der Triebfahrzeugführer zur Verfügung.

### Aufgabenbereiche
Aufgrund der zunehmenden Automatisierung und des steigenden Wettbewerbsdrucks verrichten Triebfahrzeugführer heute oftmals Tätigkeiten, die früher von anderen Personalkategorien erledigt wurden. Dazu gehört das An- und Abkuppeln von Lokomotiven von der Zuggarnitur an Endbahnhöfen sowie in Betriebspausen die Außenreinigung der Fahrzeuge. Vielerorts bereiten die Triebfahrzeugführer ihre Züge selbst vor, wozu zum Beispiel die volle Bremsprobe, das Erstellen von Wagenliste und Bremszettel sowie auch die Funktionsprobe technischer Einrichtungen des Wagenparks gehört.
Insbesondere im Regionalverkehr übernehmen die Triebfahrzeugführer mehr und mehr auch Aufgaben der früheren Zugführer, da inzwischen das Zugpersonal bei diesen Zügen oft nur aus Kundenbetreuern im Nahverkehr besteht und deren Aufgabenprofil sich, nach Abschaffung des Fahrkartenverkaufs im Zug, zunehmend auf Servicefunktionen und die Kontrolle der Fahrausweise konzentriert. Wo Züge ohne Zugbegleiter eingesetzt werden, kann dem Triebfahrzeugführer die Kundeninformation obliegen. In einigen Regionen verkaufen die Triebfahrzeugführer während der Standzeiten auch Fahrkarten.
Weiterhin besitzt auch ausgewähltes Werkstattpersonal, beispielsweise Meister oder Gruppenleiter die Fahrberechtigung für Eisenbahnfahrzeuge. Diese werden inoffiziell auch als Werkstattfahrer bzw. Werkfahrberechtigte bezeichnet. War dies früher oftmals noch vereinfacht möglich, ist heute eine vollständige Ausbildung zum Triebfahrzeugführer mit der Führerscheinklasse 1 bzw. A notwendig, welche zum Führen der Fahrzeuge im Rahmen von Rangierfahrten berechtigt. In seltenen Fällen hat dieses Personal auch die Berechtigung, Zugfahrten auf der freien Strecke, beispielsweise im Rahmen von Abnahmefahrten nach Instandhaltungsarbeiten, durchzuführen. Sie besitzen dann einen Führerschein der Klasse 2 bzw. 3 oder A+B.

### Personalentwicklung
Zum Zeitpunkt der Wiedervereinigung Deutschlands 1990 arbeiteten insgesamt 40.859 Lokomotivführer bei den beiden deutschen Staatsbahnen. Infolge des allgemeinen Stellenabbaus bei Staatsbetrieben der ehemaligen DDR und des Aufkommens privater Eisenbahnunternehmen sank die Zahl der Triebfahrzeugführer bei der inzwischen gegründeten Deutschen Bahn bis Ende 2006 auf 19.611.

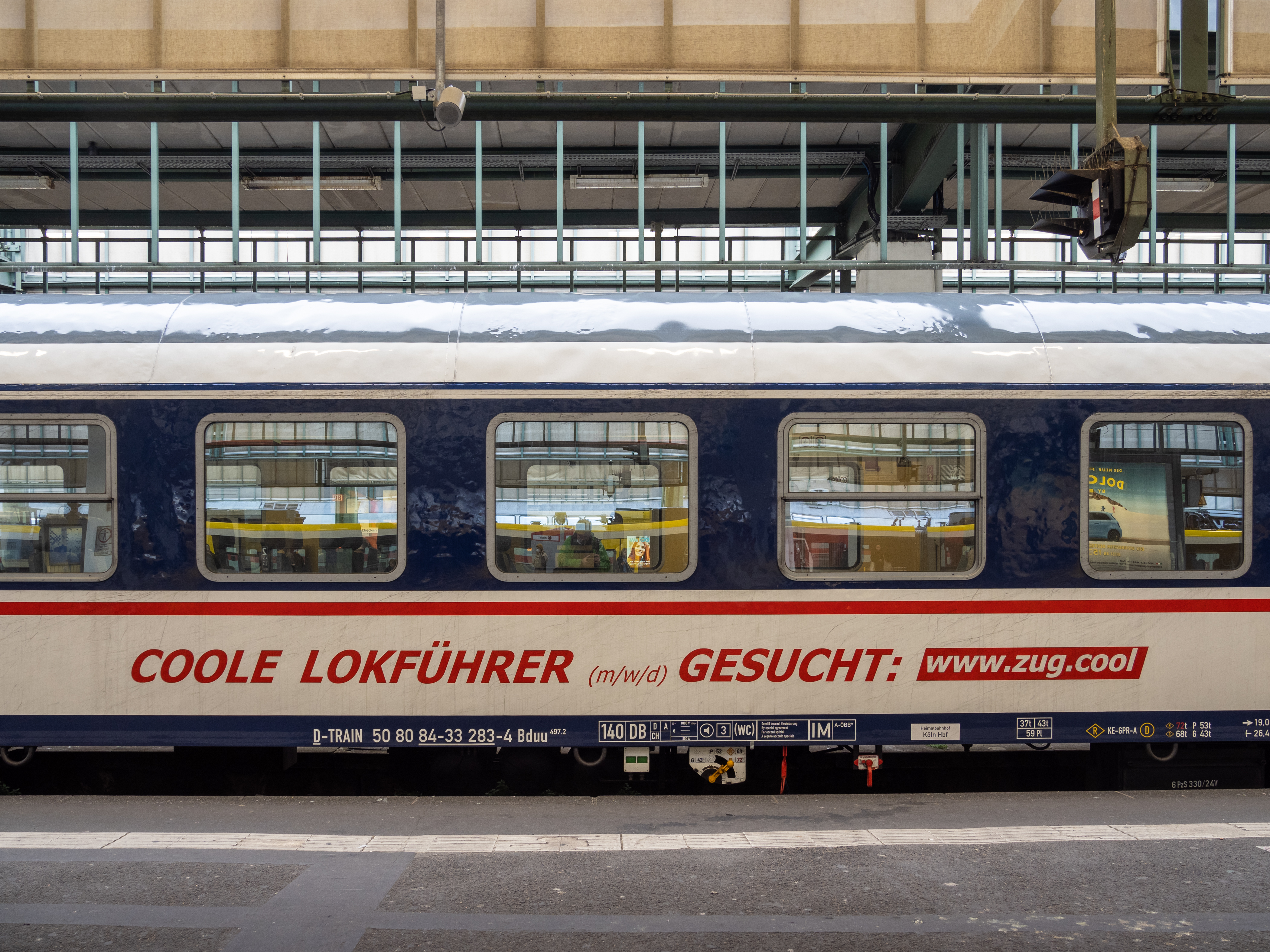
Werbung zur Gewinnung neuer Lokführer

Mitte 2012 konnten in Deutschland laut einer Erhebung der Bundesagentur für Arbeit freie Triebfahrzeugführer-Stellen im Durchschnitt erst nach 180 Tagen neu besetzt werden. 2017 konnte eine offene Stelle erst nach durchschnittlich 200 Tagen besetzt werden. 2018 fehlten bei der Bahn mindestens 1200 Lokführer. Ebenso fehlten die Lokführer bei den übrigen Bahnunternehmen. Anfang 2019 verfügte die DB über mehr als 18.000 Triebfahrzeugführer. Insgesamt gab es Ende 2018 in Deutschland etwa 30.700 Lokführer. Laut Angaben von 2023 waren es etwa 35.000, wovon etwa 20.000 im Nahverkehr eingesetzt wurden.
Im Jahr 2018 nahmen rund 1700 Menschen in Deutschland eine geförderte Weiterbildung zum „Triebfahrzeugführer/in Eisenbahnverkehr“ auf. Dies entspricht einem Anstieg von 250 Prozent gegenüber 2014. 2020 stieg die Zahl der Triebfahrzeugführer in Deutschland um fünf Prozent. Innerhalb von fünf Jahren stieg ihre Zahl um 23 Prozent bzw. 9500, auf 51.500.

### Entlohnung
| Jahr        | für | Tarifliches Grundgehalt (von/bis, ohne Zulagen) | Tarifliches Grundgehalt (von/bis, ohne Zulagen) | Quelle        |
| ----------- | --- | ----------------------------------------------- | ----------------------------------------------- | ------------- |
| 2006        |     | 1970 Euro                                       | 2142 Euro                                       | [ 12 ]        |
| 2008        |     | 2016 Euro                                       | 3199 Euro                                       |               |
| 2010        |     | 2056 Euro                                       | 3263 Euro                                       | [ 22 ]        |
| 2013        | LF5 | 2488 Euro                                       | 3010 Euro                                       | [ 23 ] [ 24 ] |
| 2017        | LF5 | 2681 Euro                                       | 3285 Euro                                       |               |
| 2019 (Juli) | LF5 | 2950 Euro                                       | 3453 Euro                                       |               |
| 2020 (Juli) | LF5 | 3027 Euro                                       | 3543 Euro                                       | [ 25 ]        |

Angestellte Triebfahrzeugführer erhielten 2007 bei der Deutschen Bahn AG einen Bruttolohn von höchstens 2142 Euro pro Monat, das Einstiegsgehalt lag zu dieser Zeit, nach Tarifvertrag, bei 1970 Euro.
Die Gewerkschaft Deutscher Lokomotivführer hat 2008 einen eigenen Lokführertarifvertrag durchgesetzt. Danach erhielten Tf bei der Deutschen Bahn einen Bruttolohn von höchstens 3199 Euro pro Monat. Das Einstiegsgehalt nach dem neuen Tarifvertrag lag bei 2016 Euro. Zum 1. Januar 2010 wurden die Gehälter auf 2056 Euro bis 3263 Euro angehoben. Hinzu kamen Zulagen für die häufigen Nacht- und Wochenenddienste.
Der Lokführertarifvertrag beinhaltet mit Stand November 2013 die Tarifgruppen LF7 bis LF2. In der untersten Gruppe LF7 (Anfangsgehalt 2202 Euro) sind nur Quereinsteiger in die Lokführerausbildung eingestuft, ein im tatsächlichen Fahrbetrieb tätiger Streckenlokführer (LF5) mit 15 Jahren Berufserfahrung erhält 2881 Euro, ein Teamleiter in LF2 bis zu 3537 Euro. Zum jeweiligen tariflichen Grundgehalt kommen noch Zulagen im Schnitt von 300 Euro monatlich.
Die von der Bundesbahn übernommenen verbeamteten Lokführer werden als Beamte des mittleren Dienstes gemäß der Bundesbesoldungsordnung bezahlt.

## Triebfahrzeugführer in anderen europäischen Ländern

### Frankreich
In Frankreich erhielten im Jahr 2007 die 17.000 Lokführer der SNCF zwischen etwa 1200 und 2200 Euro Grundgehalt, ergänzt um Prämien von etwa 400 bis 750 Euro. Lokführer erhalten 38 Urlaubstage pro Jahr und können mit 50 Jahren in den Ruhestand gehen, wenn sie wenigstens 15 Jahre Lokführer sowie 25 Jahre bei der SNCF angestellt waren. Diese Vorruhestandregelungen gehen auf eine Vereinbarung aus dem Jahr 1850 zurück, mit der die zusätzlichen Belastungen der Eisenbahnberufe ausgeglichen werden sollten. Die Dienstdauer zum Erreichen der maximalen Rente liegt bei 37,5 Jahren. Die Arbeitszeit liegt bei 35 Stunden pro Woche.
Die Grundausbildung TA, die zum Rangieren und zu kürzeren Fahrten auf der freien Strecke berechtigt, kann in vier Monaten auf einer speziellen Schule erworben werden. Die Weiterbildung TB, die zu längeren Fahrten auf der freien Strecke, beispielsweise mit Corail-Wagen und Nachtzügen, berechtigt, nimmt acht Monate in Anspruch. Für Hochgeschwindigkeitszüge TGV gibt es ein spezielles Auswahlverfahren.

### Vereinigtes Königreich
Im Vereinigten Königreich arbeiteten im Jahr 2007 die meisten Triebfahrzeugführer 35 Stunden pro Woche, bei einem durchschnittlichen Monatsgehalt von umgerechnet etwa 3500 und 4000 Euro. Bei 40 Wochenstunden können etwa 4750 Euro pro Monat erreicht werden.

### Schweiz
Wer in der Schweiz Triebfahrzeugführer werden will, muss folgende Bedingungen erfüllen. Eine dreijährige Berufslehre oder das Gymnasium besucht und abgeschlossen haben. Dabei spielt in beiden Fällen die Fachrichtung keine Rolle. Um die Ausbildung zu beginnen, müssen die zwei psychologischen Tests (Intelligenz, logisches Denken, Konzentration, Ausdauer und Geschicklichkeit) absolviert und bestanden werden. Ein Gespräch mit dem Psychologen runden die Testreihe ab. Der Bahnarzt klärt die körperliche Tauglichkeit ab. Zu guter Letzt steht das Bewerbungsgespräch mit dem jeweiligen Bahnunternehmen noch an. Sind all diese Hürden bestanden, kann die ca. einjährige Ausbildung beginnen. In der Regel wird man im Personen- oder Güterverkehr ausgebildet. Die wenigsten Lokführer fahren in ihrer beruflichen Laufbahn beides und je nach Unternehmen fällt diese noch extremer aus. Die Ausbildung ist daher auch sehr unterschiedlich, je nach Einsatzgebiet. Da in der Schweiz das Schienennetz grundsätzlich von allen Zuggattungen genutzt werden kann, fahren z. B. auf einer ETCS oder nach Außensignalen geführten Strecke neben den Schnellzügen auch Güterzüge. Hinzu kommen die Sprachkompetenzen die je nach Region auch sehr unterschiedlich sind. Es gibt Depotstandorte, die nur gerade eine verlangen. Andere Depotstandorte verlangen neben der deutschen Sprache, die französische und/oder italienische Sprachkompetenzen, die ebenfalls geprüft werden.
In der Schweiz arbeiten die Lokführer in einer 41-Stunden-Woche. Abweichungen sind gut möglich, da es neben den SBB, BLS und SOB noch weitere, kleinere EVU (Eisenbahnverkehrsunternehmen) gibt, die davon abweichen können. In den Ruhestand geht man in der Regel mit 65 Jahren. Viele Unternehmen ermöglichen aber eine vorzeitige Pensionierung, die in der Regel ca. 25 Dienstjahre voraussetzt und die in den vorausgegangenen Dienstjahren vorfinanziert wird. Konkret heißt das das die Alters- und Hinterlassenenversicherung (AHV), also die 1. Säule bis zur ordentlichen Rente aus der 2. Säule überbrückt wird. Die Beiträge aber zur AHV vom Versicherten aber bis zur ordentlichen Rentenalter selber getragen werden müssen, will er nicht auch da keine Lebenslange Kürzung. Wer noch früher in den Ruhestand gehen will, muss aber mit größeren bzw. dauernden Kürzungen der 1.+ 2. Säule rechnen, die er anderweitig kompensieren kann (3. Säule = private Vorsorge).

Was die Gehälter betrifft, gibt es sehr große Unterschiede, je nach Unternehmen, oder gar im gleichen Unternehmen selbst. Grund dafür ist, dass in den letzten 20 Jahren immer wieder neue Lohnsysteme eingeführt und dauernd angepasst wurden. Je nach Unternehmen (SBB, BLS) verdient ein Lokführer mit 20 Jahren Diensterfahrung im Durchschnitt 95'000 CHF brutto im Jahr. Zulagen für Nacht- und Sonntagsarbeit kommen noch hinzu, die auch je nach Bahngesellschaft sehr unterschiedlich ausfallen.

## Folgen von Personenunfällen
Durchschnittlich werden Lokführer nach Angaben der Deutschen Bahn ca. zwei- bis dreimal in ihrem Berufsleben mit einem Personenunfall konfrontiert. In vielen Fällen ergibt sich daraus eine Posttraumatische Belastungsstörung. Nach einem solchen Unfall darf der beteiligte Lokführer nicht mehr weiterfahren und wird vor Ort abgelöst. Bei Zugunfällen werden allein im Bereich der Deutschen Bahn jährlich rund 1300 Personen getötet, darunter etwa 1000 Suizidanten. Während die Traumatisierung der Lokführer lange Zeit kaum beachtet wurde, gibt es heute für sie spezielle Programme und Therapien.